# Ernst von Below
Ernst von Below fue un general alemán que sirvió en el Ejército Imperial Alemán y participó en la I Guerra Mundial. Fue el Comandante de las fuerzas de protección.

## Primeros años
Ernst von Below nació en Königsberg el 17 de abril de 1863 como el hijo del Mayor General prusiano Ferdinand von Below. Se unió al ejército en 1882 como teniente segundo. Fue desplegado en Posen como oficial de infantería. Fue promovido a Hauptmann. Después comandó a partir del 4 de octubre de 1899 el Batallón de Infantería de Entrenamiento. A esto siguió ser transferido como comandante de compañía del 4.º Regimiento de Granaderos de la Guardia. Desde el 1 de abril de 1903 Below se convirtió en adjunto de Joaquín Alberto de Prusia. El 6 de mayo de 1903 fue promovido a su adjunto personal y el 27 de enero de 1904 a mayor. Below abandonó este puesto el 13 de septiembre de 1906, cuando fue nombrado comandante del 2.º Batallón del 91.º Regimiento de Infantería de Oldenburgo. El 4 de abril de 1908 era comandante del Segundo Batallón Marítimo en Wilhelmshaven. Después, comandó el batallón marítimo en Tsingtau. Fue promovido a teniente coronel el 20 de marzo de 1911. Tras su retorno a Alemania, Below estuvo al mando desde el 22 de marzo de 1912 del 3.º Batallón Marítimo en Cuxhaven. Después se trasladó a Berlín el 27 de enero de 1913, en el personal del 1.º Regimiento Emperador Alejandro de Granaderos de la Guardia. Con su promoción a coronel el 1 de octubre de 1913 fue nombrado comandante del 8.º Regimiento de Infantería Turingio en Altenburgo. Seis meses después, Below se trasladó al Reichskolonialamt como comandante de la fuerza de protección.

## I Guerra Mundial
Al estallar la guerra, Below era el comandante de la fuerza de protección. Después se convirtió en comandante del 27.º Regimiento de Infantería "Príncipe Luis Fernando de Prusia" (2.º Magdeburgo). Después asumió el mando de la 26.ª Brigada de Infantería de Reserva y después la 39.ª Brigada de Infantería de Reserva. Después se convirtió en comandante de la 2.ª Brigada Jäger. En 1917, fue promovido a Mayor General y pasó a se comandante de la 200.ª División de Infantería. Recibió la Pour le Mérite el 24 de noviembre de 1917. Añadió después las hojas de roble.

## Postguerra y muerte
Después de la guerra obtuvo el rango de Teniente General y más tarde el de General de Infantería en 1939. Murió en 1955 en Schleusingen.